# Ulf Posé

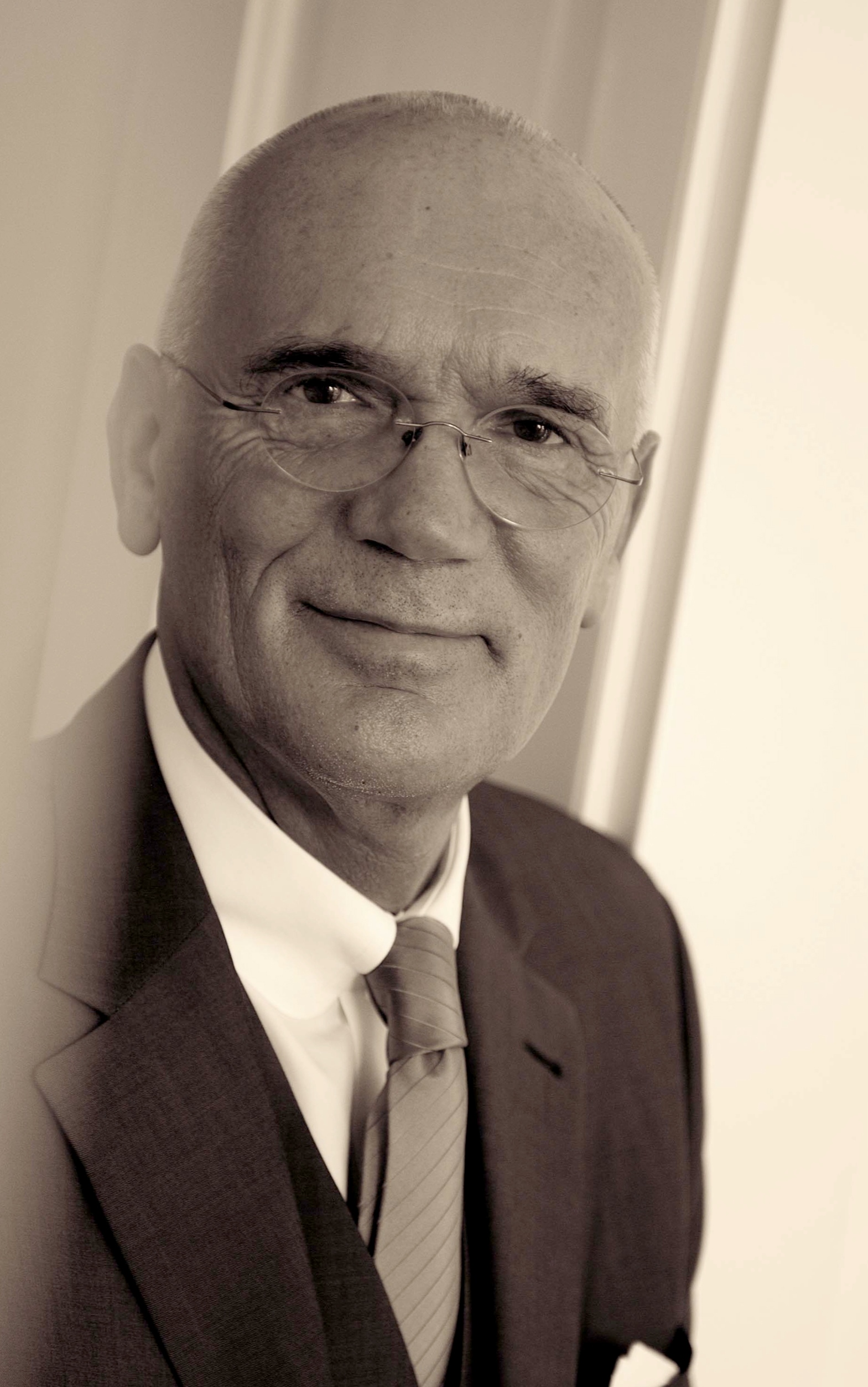
Ulf Posé

Ulf Dietrich Posé (* 4. August 1947 in Mönchengladbach; † 5. April 2023) war ein deutscher Hörfunk- und Fernsehmoderator und späterer Buchautor, Trainer im Wirtschaftsbereich und Verbandsfunktionär.

## Leben
Ulf Posé begann 1968 bei dem deutschsprachigen Piratensender Radio Nordsee, auf dem er unter dem Künstlernamen Pascal Posé Musiksendungen ansagen sollte. Das Schiff des Senders verließ jedoch den Hamburger Hafen nicht und die Diskjockeys heuerten wieder ab. 1969 wurde ein weiterer Versuch gestartet und Ulf Posé wurde der erste Diskjockey an Bord des zweiten Piratensenders Radio Nordsee International (RNI). Unter dem Pseudonym Hannibal moderierte er bis zum Sommer 1970 deutsch- und englischsprachige Musiksendungen.
Im August 1970 wechselte er zum deutschen Programm von Radio Luxemburg. Dort war er bis Ende 1973 unter dem Namen Ullrich tätig und moderierte Sport-, Musik- und Nachrichtensendungen. 1972 übertrug er mit seinem Kollegen Rolf Röpke Livesendungen von den Olympischen Spielen aus München.
Ab 1974 arbeitete er unter seinem richtigen Namen als freier Mitarbeiter für den WDR in Köln. Dort moderierte er unter anderem jeden Montagabend bis Ende 1980 die Radiothek im zweiten Hörfunkprogramm. Er arbeitete in dieser Zeit als freier Mitarbeiter ebenfalls für andere öffentlich-rechtliche Rundfunkanstalten. Für das dritte Fernsehprogramm des WDR war Posé auch als Sportjournalist tätig. 1975 moderierte er beim NDR in Hamburg die 92. Folge der Fernsehsendereihe Musik aus Studio B, die zu diesem Zeitpunkt bereits von mehreren anderen Moderatoren im Wechsel präsentiert wurde, und im dritten Fernsehprogramm des WDR zwei Ausgaben von Musik Extra Drei mit dem Orchester Kurt Edelhagen. Für die Fernsehsendung Plattenküche suchte er die Künstler aus. Am 31. Dezember 1980 moderierte Posé seine letzte Rundfunksendung im WDR.
Nach seiner Radiomoderatorentätigkeit wurde Posé von Rupert Lay zum freien Dozenten für Dialektik- und Führungslehre ausgebildet. Posé war von der European Coaching Association (ECA) zertifizierter Coach und Lehrcoach, HDI-lizenziert und Persolog-lizenziert sowie Autor von 18 Büchern zur Lebens-, Gesellschafts- und Wirtschaftsethik. Er lehrte an Hochschulen, war als Key-Note-Speaker tätig und wurde vom Berufsverband für Trainer, Berater und Coaches (BDVT) für exzellente Trainingsleistungen ausgezeichnet. Seit 1980 bot er Seminare für Management und Vertrieb an und war von 2003 bis 2013 Präsident des Ethikverbandes der Deutschen Wirtschaft e. V. Er war Gründungsmitglied des Senats der Wirtschaft und seit 2010 Präsident der Akademie des Senats der Wirtschaft. Von 2009 bis 2010 war er zudem Präsident des Bundesverbandes für Wirtschaftsförderung und Außenwirtschaft. 2017 wurde Posé Vorsitzender des Ethikrates der Unternehmen im Senat der Wirtschaft.
2009 wurde er Lehrbeauftragter für Wirtschaftsethik des MCI an der Managementhochschule Innsbruck, von 2016 bis 2018 war er Experte für praktische Wirtschaftsethik der KSG-Stiftung und von 2017 bis 2018 Beiratsmitglied des Leadership Excellence Institut der Zeppelin Universität Friedrichshafen (LEIZ). Ab 2006 war Posé Experte für Wirtschaftsethik für N-tv.
Posé war verheiratet und hatte drei Söhne.

## Veröffentlichungen
- Führen durch Überzeugen. Econ, Düsseldorf/Wien 1984, ISBN 3-430-17579-8.
- mit Walter Leetsch (Hrsg.): Wirtschaftshandbuch für die Apotheke. GOVI, 1995, ISBN 3-7741-0453-0 (Grundwerk mit Ergänzungslieferungen).
- Gewinnen durch Verhandeln (= Das Optimistische Buch. Band 10). ISBN 3-8211-1981-0 (Coautor).
- Mit Delegation zum Erfolg (= Das Optimistische Buch. Band 16). 1995, ISBN 3-8211-1987-X (Coautor).
- Der Karriereberater. WWP Verlag, 1997 (Coautor).
- Ethik-Jahrbuch. Fairness Stiftung, 2004, ISBN 3-00-013534-0 (Coautor).
- Von der Menschenführung zur Lebensführung: Führung im Dialog. Ronneburger Kreis, 2004, ISBN 3-932300-14-9.
- mit R. Lay: Die neue Redlichkeit. Werte für unsere Zukunft. Campus, 2006, ISBN 3-593-37924-4.
- Worauf es ankommt. Ronneburger Kreis, 2008, ISBN 978-3-932300-18-9.
- Auf zu neuen Ufern. Edition Winterwork, 2011, ISBN 978-3-86468-046-5.
- Ethik für Einsteiger. Edition Winterwork, 2011, ISBN 978-3-86468-045-8.
- mit Hans-Uwe L. Köhler: Die besten Ideen für erfolgreiches Verkaufen. GSA Top Speaker Edition, 2012, ISBN 978-3-86936-437-7.
- Von der Wildsau zum Trüffelschwein. – wie faires Verkaufen Kundenbegeisterung auslöst - (Für Verkaufsprofis und solche, die es werden und bleiben wollen). Der Trainer Verlag, 2012, ISBN 978-3-8417-5058-7.
- Familie - Auslaufmodell oder Garant unserer Zukunft? Herder–Verlag, 2014, ISBN 978-3-451-33560-0.
- mit Armin Fichtner und Werner Müller (Hrsg.): Coaching - Methoden und Porträts erfolgreicher Coaches. 2014, ISBN 978-3-8442-5860-8.
- Das Leben hat nur so viel Sinn, wie Du ihm gibst. Shaker Media, 2015, ISBN 978-3-95631-384-4.
- Von der Führungskraft zur Führungspersönlichkeit. Vom Wert einer Vertrauens- und Verantwortungskultur. Springer Gabler, 2016, ISBN 978-3-658-10923-3.
- Die Macht des Vertrauens, KSG-Stiftung, 2018, FD 180219, kostenloser Download

## Fernsehsendungen
- 1975: Musik Extra drei
- 1975: Musik aus Studio B
- 2004: Gast der Sendung Ethik um Gottes Willen, N24, Gastgeber Bruder Paulus.
- 2007: Gast der Sendung Horne Live, NRWTV, Düsseldorf